# Sergej Abramov
Sergej Abramov, ruski politik, * 29. februar 1972, Moskva.
Pod čečenskim predsednikom Ahmatom Kadirovom je bil minister za finance Čečenije, nato je bil leta 2004 imenovan za predsednika vlade. Po atentatu na Kadirova je postal vršilec dolžnosti predsednika, to funkcijo je opravljal do volitev. Leta 2006 je odstopil, da bi ga nadomestil Ramzan Kadirov.
Po tistem se je vrnil v Moskvo in prevzel vodenje direktorata za terminale pri Ruskih železnicah.